# Veronika Náglová
Veronika Náglová, född 1719 eller 1722 i Jaroměřice nad Rokytnou, död där 1752 eller 1754, var en tjeckisk ballerina.
Hon var sångare och balettdansare vid greve Johann Adam von Questenbergs privata teater mellan 1735 och 1740. Han betalade för hennes studier i dans i Wien. Vid hennes återkomst till Böhmen 1739 utnämndes hon till balettmästare vid hans teater. Hon avslutade dock sin karriär 1740 för att gifta sig med František Antonín Míča. Hon var den första (inhemska) balettdansaren och balettmästaren i Böhmen (Tjeckien). 